# Toro de Ronda de Cariñena
El Toro de Ronda es la denominación con la que se conoce popularmente en Aragón al toro engamellado que se celebra en el marco de las fiestas patronales. En Cariñena (Zaragoza) este festejo tiene lugar del 13 al 18 de septiembre, durante las fiestas patronales en honor al Santo Cristo de Santiago. Fue declarado Fiesta de Interés Turístico de Aragón el 25 de agosto de 2014.

## Origen
El origen del toro de fuego lo encontramos en la actual provincia de Alicante, durante la batalla de Élice (Elche) que transcurrió en el año 228 a.c. 
En esa batalla el jefe íbero Orissón, consciente de su inferioridad, ideó una fórmula de ataque contra el ejército enemigo, capitaneado por el general cartaginés Almilcar Barca. La fórmula consistió en la colocación, entre sus filas, de varios carros tirados por novillos en cuyas astas se situaron haces de paja y leña y que prendieron en el momento del ataque. Acto seguido, los animales embistieron furiosos contra las filas enemigas y, aprovechando el desconcierto generado por tal situación, el ejército íbero cargó contra el enemigo saliendo victorioso de la batalla.
Para conmemorar esa hazaña, posteriormente se tomó la costumbre de soltar un astado embolado durante unas fechas determinadas por las noches a modo de festejo para el poblado. 
En Aragón, esta tradición ha perdurado a lo largo de los siglos. Se tiene constancia de celebraciones de este tipo tanto en la localidad turolense de Mora de Rubielos en un primer momento, como en Cariñena posteriormente. Si nos referimos a los orígenes del Toro de Ronda en este último municipio, la documentación gráfica más antigua que se conserva data de 1888, aunque las referencias al mismo se remontan a mucho antes.
El 28 de abril de 1677, durante la visita a la localidad del entonces príncipe Carlos, que posteriormente sería coronado como Carlos II, se organizó un toro de ronda del cual fue testigo desde la casa consistorial donde se encontraba hospedado, ya que en aquella época la actual plaza de España era reconvertida provisionalmente en plaza de toros cuando se celebraban todo tipo de festejos taurinos.

## Descripción del festejo
Este festejo, que tiene lugar durante los días de las fiestas patronales de Cariñena, consiste en la suelta de tres toros engamellados en la plaza de toros y tres más en la calle Mayor. Hay otras localidades que tienen entre sus tradiciones locales festejos similares al que aquí se está describiendo, si bien, lo que hace único al toro de Ronda de Cariñena es, entre otras cosas, la forma de poner las cuerdas y el atado.
El engamellado del toro se realiza antes de iniciar la suelta de los toros. El proceso se inicia cuando, tras ser sujetado con una soga en el chiquero, es conducido hacia un pilón por la cuadrilla de engamelladores hasta lograr juntar su testuz con él. Inmovilizado el astado, se inicia el proceso de colocación de la gamella, un yugo de madera que se coloca en el principio del morrillo, justo detrás del testuz del animal y que lleva las dos varillas con sus respectivos ovillos, bolos o antorchas para prender. Finalmente, tras su encendido, se procede al corte de la soga.

### Engamellado “estilo Cariñena”
Si bien el proceso descrito anteriormente es el genérico para el engamellado de cualquier Toro de Ronda, el “estilo Cariñena” tiene unas particularidades que lo hacen diferente al resto: la gamella se elabora artesanalmente y la forma de ponérsela al animal se transmite de una generación a otra. En este proceso, existe una cuadrilla de emboladores compuesta por unas 15 personas que son las encargadas de sacar del toril o camión al animal, y una vez que ha sido conducido hasta el pilón, intentar que se mueva lo menos posible. Además, el toro se sujeta con dos tableros, uno fijo y otro abatible para que el engamellado se produzca de un modo más eficiente y seguro.
Acto seguido se sujetan ambos cuernos a la vez, dejándolos bastante libres, pues el yugo va por detrás de la cornamenta, así la cara del toro queda libre y la posibilidad de que el fuego llegue a los ojos es remota. Mientras un engamellador sujeta firmemente la gamella en su posición vertical, 4 engamelladores más son los encargados de sujetar el yugo o gamella a la cabeza del toro, con los correspondientes cruces, lazadas y nudos de la cuerda en la testuz y cepa del toro.
Esta labor se realiza en el menor tiempo posible para evitar que el animal sufra, sin superar los 4 minutos. Aunque está sujeto al pilón, tiene bastante movilidad, lo que dificulta la labor de los engamelladores y provoca la furia del animal, pues es en ese momento cuando demuestra su bravura o docilidad. Es el trance más peligroso, los engamelladores deben de tener muy claro donde resguardarse en el momento de soltar el tablero abatible y debe de haber gran coordinación entre todos. Finalmente se procede al corte de la soga que ha estado sujetando el toro al pilón, quedando libre el toro y comenzando el festejo.

#### Materiales utilizados
Los materiales que se utilizan son para el engamellado "estilo Cariñena" son: 
- Cuerdas de menor grosor para la lazada del asta al yugo de madera, más conocido como gamella.
- Una cuerda de mayor grosor para sujetar al animal al pilón.
- Un poste de madera con un agujero, por el que se pasa la cuerda y se inmoviliza la cabeza del toro.
- Estopa de cáñamo que arde en los ovillos, bolos o antorchas.

## Reconocimientos
El 25 de agosto de 2014, el Consejero de Economía y Empleo del Gobierno de Aragón publicó una orden por la que se declara el Toro de Ronda de Cariñena como Fiesta de Interés Turístico de Aragón. 

Este reconocimiento es la culminación de un proceso que se inició en 2012 con la aprobación por unanimidad por parte del Ayuntamiento y de la comarca de Cariñena de la petición al gobierno regional de esta calificación.

## Asociación de Amigos del Toro de Ronda
A finales de enero del 2016 se presentó, en la sede de la Denominación de origen Cariñena, la Asociación de Amigos del Toro de Ronda de Cariñena (AATRC). Esta presentación fue la materialización de un proyecto que empezó a gestarse en septiembre de 2014, tras la declaración del festejo como "Fiesta de Interés Turístico regional".
Entre los objetivos de la asociación, se encuentra la promoción del festejo, la divulgación de manifestaciones culturales derivadas del mismo o la implementación de iniciativas conjuntas con otros municipios con festejos similares.